# 29-й укреплённый район
29-й укреплённый район — воинское формирование РККА СССР в Великой Отечественной войне.

## История
Строительство района и формирование управления начато в 1940 году на полуострове Ханко у его основания для защиты военно-морской базы Балтийского флота, расположенной на арендованном полуострове. Строительство района производилось силами 51-го, 93-го, 94-го и 145-го отдельных строительных батальонов, 124-го инженерного батальонов, 42-го и 219-го отдельных сапёрных батальонов, 8-го и 21-го железнодорожных батальонов, 296-й и 101-й отдельных строительных рот.
В составе действующей армии с 22 июня 1941 года по 5 декабря 1941 года.
С 22 июня 1941 года ведёт бои на полуострове Ханко. Очевидно, что как самостоятельная боевая единица не использовался, поскольку все сухопутные части на полуострове были подчинены командованию 8-й стрелковой бригады. Управление укрепрайона по-видимому в октябре 1941 года было эвакуировано и вошло в состав 55-й армии под Ленинградом, а 5 декабря 1941 года расформировано.

## Полное название
29-й укреплённый район

## Состав
- 142-й отдельный пулемётно-артиллерийский батальон
- ?-й отдельный батальон связи
- ?-й отдельный сапёрный батальон
- ?-я полевая почтовая станция

## Подчинение
| Дата            | Фронт (округ)       | Армия      | Корпус (группа) | Примечания |
| --------------- | ------------------- | ---------- | --------------- | ---------- |
| 22.06.1941 года | Северный фронт      | -          | -               | -          |
| 01.07.1941 года | Северный фронт      | -          | -               | -          |
| 10.07.1941 года | Северный фронт      | -          | -               | -          |
| 01.08.1941 года | Северный фронт      | -          | -               | -          |
| 01.09.1941 года | Ленинградский фронт | -          | -               | -          |
| 01.10.1941 года | Ленинградский фронт | -          | -               | -          |
| 01.11.1941 года | Ленинградский фронт | 55-я армия | -               | -          |
| 01.12.1941 года | Ленинградский фронт | 55-я армия | -               | -          |

## См.также
- Оборона Ханко